# گمینا تسکتسن
گمینا تسکتسن (به لهستانی:  Gmina Cekcyn) یک گمینا در لهستان است که در شهرستان توخولا واقع شده‌است. گمینا تسکتسن ۲۵۳٫۳۲ کیلومتر مربع مساحت و ۶٬۴۳۷ نفر جمعیت دارد.